# Miraklet i Valby
Miraklet i Valby is een Nordisk Filmklassieker uit Denemarken en Zweden, die in 1989 in première ging. De muziek van de film is bekend van het nummer Dangerous, van Roxette. De film is voor kinderen van 6 jaar en ouder.

## Verhaal
De jongen Sven heeft een vader die schipper is. Hij houdt contact met hem door middel van radioapparatuur. Op een dag praat hij met zijn vader. Tijdens zijn contact met zijn vader komt er een rare stem door zijn koptelefoon. De stem van zijn vader valt weg. Hij vindt het eng, maar is ook nieuwsgierig. Als hij zijn vriend (Bo) en vriendin (Petra) zijn radioapparatuur laat zien sluit hij de radio aan op een schotelantenne. De stem wordt helderder, maar dan opeens gaat de caravan bewegen en wordt het donker.
Ze horen nieuws uit de radio van 2 maanden geleden. Wanneer iedereen de caravan verlaat, merken ze thuis dat de tijd ook echt 2 maanden eerder is. Als ze terugkeren naar de caravan, schakelt Sven weer terug naar de regionale zender van hun dorp Valby en keren ze terug naar de juiste tijd.
Op een dag sluit Sven een grote ruimte schotel aan op zijn radiozender, en dan... reist hij met zijn vrienden naar de middeleeuwen. Ineens raakt Petra zoek. De volgende dag worden Sven en Bo in het wild wakker. Ze zien een soort van prehistorische telescoop. Het is een apparaat om te kunnen 'praten' met God. Wanneer ze een onbehouwen monnik tegenkomen, rennen ze achter hem aan, om te vragen waar Petra is. Als ze hem volgen zien ze op een heuvel iemand aan een paal hangen. Als Sven en Bo naar de caravan rennen en erin stappen, zakt de caravan in het moeras weg. De radiozender is 'dood' maar toch lukt het ze terug te gaan naar hun tijd.
Sven schrijft de rare stem op papier en laat het de dominee zien. Aan Sven wordt verteld over een mirakel in Valby en over dwaze ridders die een constructie aanbidden.
Als Sven en Bo (en Svens zusje Hanna) weer terug reizen in de tijd, komen ze Petra weer tegen. Maar hun caravan is opeens weg. Het blijkt gebracht te zijn naar een klooster waar Hanna strip verhaaltjes voor leest. Wanneer ze in het klooster komen, 'vereren' de monniken de Hanna en de caravan. Ze denken dat het een wonder van God is waar ze zo lang op gewacht hadden. Sven neemt Bo, Hanna en Petra mee de caravan in, en reizen terug naar hun tijd.
Wanneer de zondag erop Hanna in de kerk zit, ziet ze zich afgebeeld op het plafond van de kerk. Als Sven die avond zijn caravan in brand wil steken, hoort hij de radio omschakelen en hoort zijn vader weer.

## Rolverdeling
| Acteur              | Personage     |
| ------------------- | ------------- |
| Jakob Katz          | Sven          |
| Troels Asmussen     | Bo            |
| Lina Englund        | Petra         |
| Amalie Ihle Alstrup | Hanna         |
| Karen-Lise Mynster  | Svens moeder  |
| Jens Okking         | Bo's vader    |
| Ingvar Hirdwall     | Petra's vader |